# Giovanni Vignati
Giovanni Vignati (XIV secolo – Pavia, agosto 1416) è stato un nobile italiano.
Discendente di un'antica famiglia guelfa rivale dei Visconti, ricoprì per il Ducato di Milano incarichi amministrativi e fu signore di Lodi e di Piacenza.

## Biografia

### Signore di Lodi
Il 23 novembre 1403, durante la crisi dell'autorità signorile viscontea seguita alla morte di Gian Galeazzo, insieme agli uomini raccolti nell'antico feudo di Belvignate si recò a Lodi per deporre Antonio Fissiraga e fu acclamato signore dalla popolazione. Mandò in esilio un centinaio di famiglie vicine ai Visconti e procedette all'acquisizione di nuove terre, tra le quali San Colombano al Lambro e Chignolo Po. Sottrasse inoltre alla famiglia Bevilacqua il castello di Maccastorna per consegnarlo nelle mani dell'alleato Ugolino Cavalcabò, signore di Cremona, e avviò una politica di alleanze con la Repubblica di Firenze e il Papato.

### Relazioni diplomatiche ed affermazione
Approfittando della debolezza dello stato visconteo e confidando nell'appoggio della fazione guelfa milanese,  il 23 maggio 1404 tentò un assalto alla città di Milano insieme a Ottone Rusca (suo genero dopo il matrimonio con la figlia Margherita). Il progetto, che prevedeva l'incursione delle rispettive forze presso Porta Romana e Porta Nuova, non ebbe tuttavia successo. Solamente gli uomini del Rusca riuscirono a penetrare da Porta Nuova, mentre il ritardo dei lodigiani portò alla fulminea reazione dei sostenitori di Giovanni Maria che scacciarono gli invasori.
Successivamente, ponendo come quartier generale il castello di Martinengo, condusse operazioni militari nella bergamasca e, fidando dell'appoggio dei guelfi locali, tentò vano di prendere la stessa Bergamo. Inoltre il 20 settembre 1404, assieme alle forze alleate di Pandolfo Malatesta, dovette subire una sconfitta da parte di quelle di Facino Cane.
Cessate le ostilità nell'inverno 1404-1405, resistette i primi di maggio all'assedio di Lodi condotto dagli uomini di Ottobuono de' Terzi e Francesco Visconti. Vignati ebbe la meglio quando i propri alleati espugnarono Piacenza il 9 giugno, costringendo i nemici a sospendere l'assedio per recuperare entro pochi giorni la città emiliana. Poggiando su una situazione momentaneamente a lui favorevole siglò quindi con Giovanni Maria una tregua di oltre un anno; rinnovata poi l'11 agosto 1406 per altri quattro mesi.
Sempre nel 1406 entrò in ostilità con Cabrino Fondulo in seguito al delitto da questi commesso contro Carlo Cavalcabò in una notte di luglio presso il castello di Maccastorna. Carlo, signore di Cremona dopo l'arresto di Ugolino da parte dei Visconti, era infatti genero del Vignati per averne sposato la figlia Caterina. Nell'ottobre Vignati recuperò il castello, ma già nei primi mesi del 1407 per ragioni di comune interesse contro la casa ducale fu costretto a stabilire relazioni pacifiche con lo stesso Fondulo, nuovo padrone di Cremona.
Il 21 ottobre 1409 attaccò Filippino da Desio, da circa un mese padrone di Melegnano, strappandogli il castello e il borgo. Giovanni Maria fu costretto a riconoscere la conquista e a siglare con Vignati una nuova tregua il 25 maggio 1410. La città venne comunque riconquistata da Filippino il 1º gennaio 1412 e riconsegnata nelle mani del duca.

### Signore di Piacenza
Sollecitato dal partito piacentino anti-visconteo degli Scotti e forte della vantaggiosa congiuntura politica, il 10 novembre del 1410 acquistò Piacenza per denaro da Antonio d'Hostendun, reggente della città e creditore di Giovanni Maria. L'atto di compravendita, redatto dal notaio Luigi Albone, si suppone possa riportare la somma dei 9000 fiorini per la quale il Visconti era debitore relativamente alla mancata paga dei soldati francesi a presidio. 
Il 15 settembre 1412 per mano del figlio Lodovico siglò con Filippo Maria Visconti, nuovo duca di Milano, un trattato di alleanza per la durata di 18 mesi in virtù del quale gli venne riconosciuto il titolo di magnificus dominus Placentie et Laude.

### Rapporti con l'impero e il papato
Il 1413 segnò l'apogeo della potenza di Giovanni Vignati. 
Dopo mesi di ambascerie con l'imperatore eletto Sigismondo di Lussemburgo, il 6 marzo vide formalmente riconosciuto per sé e per i propri eredi il titolo di signore di Lodi. In cambio offrì ospitalità per quasi due mesi alle delegazioni dello stesso imperatore e dell'antipapa Giovanni XXIII per dirimere le questioni relative allo Scisma in corso. Fu così che a Lodi il 9 dicembre venne emanata la bolla per indire il Concilio di Costanza.
Il giorno di Natale l'imperatore rinnovò a Vignati l'investitura e vi aggiunse il titolo di conte di Lodi, Dovera, Chignolo e Maccastorna, ricevendone in cambio il 22 gennaio 1414 il possesso di Piacenza, affidata in seguito a luogotenenti.

### Declino e morte
Non appena salito al potere, Filippo Maria si dedicò nell'opera di ricostruzione del dominio ereditato. Si trattava di ripristinare ai tempi del padre i giuramenti di fedeltà prestati dai vari centri dello stato. Guardando a Lodi, si rivolse allora al Carmagnola e al fante Pierino di Vaye (Pierino Vadense) affinché nel 1415 rapissero con l'inganno uno dei figli del Vignati, Giacomo, e lo trascinassero a Milano.
Dopo tentativi armati risolti in fallimento, Vignati intavolò trattative di pace con Filippo Maria che gli garantirono la liberazione di Giacomo - da attuarsi dopo altri due anni di custodia - e l'investitura a titolo ereditario della contea di Lodi, a patto che facesse pace e guerra secondo il volere del duca. Filippo tuttavia non ebbe intenzione a maturare rapporti pacifici e duraturi con i Vignati e alla prima occasione se ne liberò.
Intorno alla metà di agosto del 1416 Vignati si recò a Milano per prestare atto di omaggio - superando in tal modo l'investitura di Sigismondo - e venne arrestato il 19 dello stesso mese dal Lampugnani presso il castello di Porta Giovia per essere infine condotto in prigione a Pavia. Lodi, consegnata al Carmagnola, avrebbe pertanto giurato fedeltà a Filippo Maria, ormai padrone incontrastato. 
Sulla morte di Giovanni Vignati gli storici riportano date differenti. Si ritiene credibile che il decesso, avvenuto per suicidio durante la prigionia, sia da datare tra il 26 e il 30 agosto del 1416, ovvero presumibilmente il giorno 28. Una leggenda narra che il cadavere di Giovanni, legato insieme a quello del figlio Giacomo, sarebbe stato trascinato per le strade di Milano e infine appeso tre mesi alle forche del Vigentino.